# Cuzdrioara
Cuzdrioara là một xã thuộc hạt Cluj, România. Dân số thời điểm năm 2002 là 2987 người.